# Metophthalmus aalbui
Metophthalmus aalbui là một loài bọ cánh cứng trong họ Latridiidae. Loài này được Andrews miêu tả khoa học năm 2001.